# ريك لوسون
ريك لوسون (بالإنجليزية: Rick Lawson)‏ هو مغني أمريكي، ولد في 1973.